# Protexarnis amydra
Protexarnis amydra là một loài bướm đêm trong họ Noctuidae.